# Empress of the World
Empress of the World es una novela juvenil estadounidense escrita por Sara Ryan en 2001. 

## Sinopsis
Empress of the World cuenta la historia de Nicola, una adolescente que asiste a un programa de verano para niños superdotados, donde se enamora de una chica llamada Battle. Ryan resume el libro conceptualmente como "Amistad, amor y las líneas a veces borrosas entre ambos".
Su secuela, The Rules for Hearts, se publicó en abril de 2007 y ganó el Premio Oregón de Literatura Juvenil 2002.